# FC Vítkovice
FC Vítkovice is een Tsjechische voetbalclub uit Vítkovice, dat sinds 1924 een stadsdeel is van Ostrava.
De club werd in 1919 opgericht als SK Slavoj Vítkovice. In 1943 en 1946 liep de club net een promotie naar de hoogste klasse mis, dit lukte wel in 1949. Het eerste seizoen was een succes en de club speelde tot op de voorlaatste speeldag mee om de titel, uiteindelijk werd een 4de plaats behaald. In 1952 werd de Tsjecho-Slowaakse competitie door het communistische regime gereorganiseerd en ondanks een 9de plaats moest ZSJ Vítkovické železárny naar de 2de klasse. De terugkeer naar de hoogste klasse duurde langer dan verwacht en in 1963 miste de club de promotie op één doelpunt na.
Pas in 1981 werd promotie afgedwongen, inmiddels heette de club TJ Vítkovice. De club werd verrassend kampioen in 1986 en schakelde in de Europacup I het Franse Paris Saint-Germain uit, het volgende seizoen werd de kwartfinale van de UEFA Cup gehaald. Aan deze succesvolle tijd kon de club echter geen vervolg breien en in 1994 degradeerde de club. Vervolgens fuseerde de club met Kovona Karviná en werd zo FC Karviná-Vítkovice dat in Karviná ging spelen. Na een jaar werd de fusie alweer ongedaan gemaakt. De club heette nu FC Vítkovice en was al in de MSFL (het derde niveau van het Tsjechische voetbal) verzeild geraakt, de club kon promoveren en speelde sinds 1996 ononderbroken in de 2de klasse tot 2010 nadat de club in financiële problemen verzeilde. In 2011 ging de club failliet. De fenix-club FC Vítkovice 1919, direct na het failliessement in 2011 werd opgericht, fuseerde in 2012 met Fotbal Poruba 2011 tot MFK Vítkovice.

## Naamsveranderingen
- 1919 – opgericht als SK Slavoj Vítkovice (Sportovní klub Slavoj Vítkovice)
- 1922 – SK Vítkovice (Sportovní klub Vítkovice)
- 1923 – SSK Vítkovice (Sdružení sportovních klubů Vítkovice)
- 1937 – SK Železárny Vítkovice (Sportovní klub Železárny Vítkovice)
- 1939 – ČSK Vítkovice (Český sportovní klub Vítkovice)
- 1945 – SK VŽ Vítkovice (Sportovní klub Vítkovické železárny Vítkovice)
- 1948 – Sokol Vítkovické železárny
- 1949 – ZSJ Vítkovické železárny
- 1953 – TJ Baník Vítkovice (Tělovýchovná jednota Baník Vítkovice)
- 1957 – TJ VŽKG Ostrava (Tělovýchovná jednota Vítkovické železárny Klementa Gottwalda Ostrava)
- 1979 – TJ Vítkovice (Tělovýchovná jednota Vítkovice)
- 1993 – FC Kovkor Vítkovice (Football Club Kovkor Vítkovice)
- 1994 – fusie met Kovona Karviná → FC Karviná-Vítkovice (Football Club Karviná-Vítkovice)
- 1995 – terugdraaiing fusie → FC Vítkovice (Football Club Vítkovice)
- 2011 – failliessement

## Vítkovice in Europa
#R = #ronde, Groep = groepsfase, 1/8 = achtste finale, 1/4 = kwartfinale, T/U = Thuis/Uit, W = Wedstrijd, PUC = punten UEFA coëfficiënten .
Uitslagen vanuit gezichtspunt FC Vítkovice
| Seizoen | Competitie  | Ronde      | Land                 | Club                 | Totaalscore  | 1e W    | 2e W       | PUC  |
| ------- | ----------- | ---------- | -------------------- | -------------------- | ------------ | ------- | ---------- | ---- |
| 1982    | Mitropacup  | Groep      | Vlag van Italië      | AC Milan             | 2-4          | 2-1 (T) | 0-3 (U)    | 0.0  |
|         |             | Groep      | Vlag van Joegoslavië | NK Osijek            | 1-0          | 0-0 (U) | 1-0 (T)    | 0.0  |
|         |             | Groep (2e) | Vlag van Hongarije   | Szombathelyi Haladás | 8-3          | 2-2 (U) | 6-1 (T)    | 0.0  |
| 1986/87 | Europacup I | 1R         | Vlag van Frankrijk   | Paris Saint-Germain  | 3-2          | 2-2 (U) | 1-0 (T)    | 5.0  |
|         |             | 1/8        | Vlag van Portugal    | FC Porto             | 1-3          | 1-0 (T) | 0-3 (U)    | 5.0  |
| 1987/88 | UEFA Cup    | 1R         | Vlag van Zweden      | AIK Fotboll          | 3-1          | 1-1 (T) | 2-0 (U)    | 10.0 |
|         |             | 2R         | Vlag van Schotland   | Dundee United FC     | 3-2          | 2-1 (U) | 1-1 (T)    | 10.0 |
|         |             | 1/8        | Vlag van Portugal    | Vitória SC           | 2-2 (5-4 ns) | 0-2 (U) | 2-0 nv (T) | 10.0 |
|         |             | 1/4        | Vlag van Spanje      | RCD Espanyol         | 0-2          | 0-2 (U) | 0-0 (T)    | 10.0 |

Totaal aantal punten voor UEFA coëfficiënten: 15.0

## Bekende spelers
- Josef Bican
- Miroslav Kadlec
- Alois Grussmann